# Palau de les Arts Reina Sofia

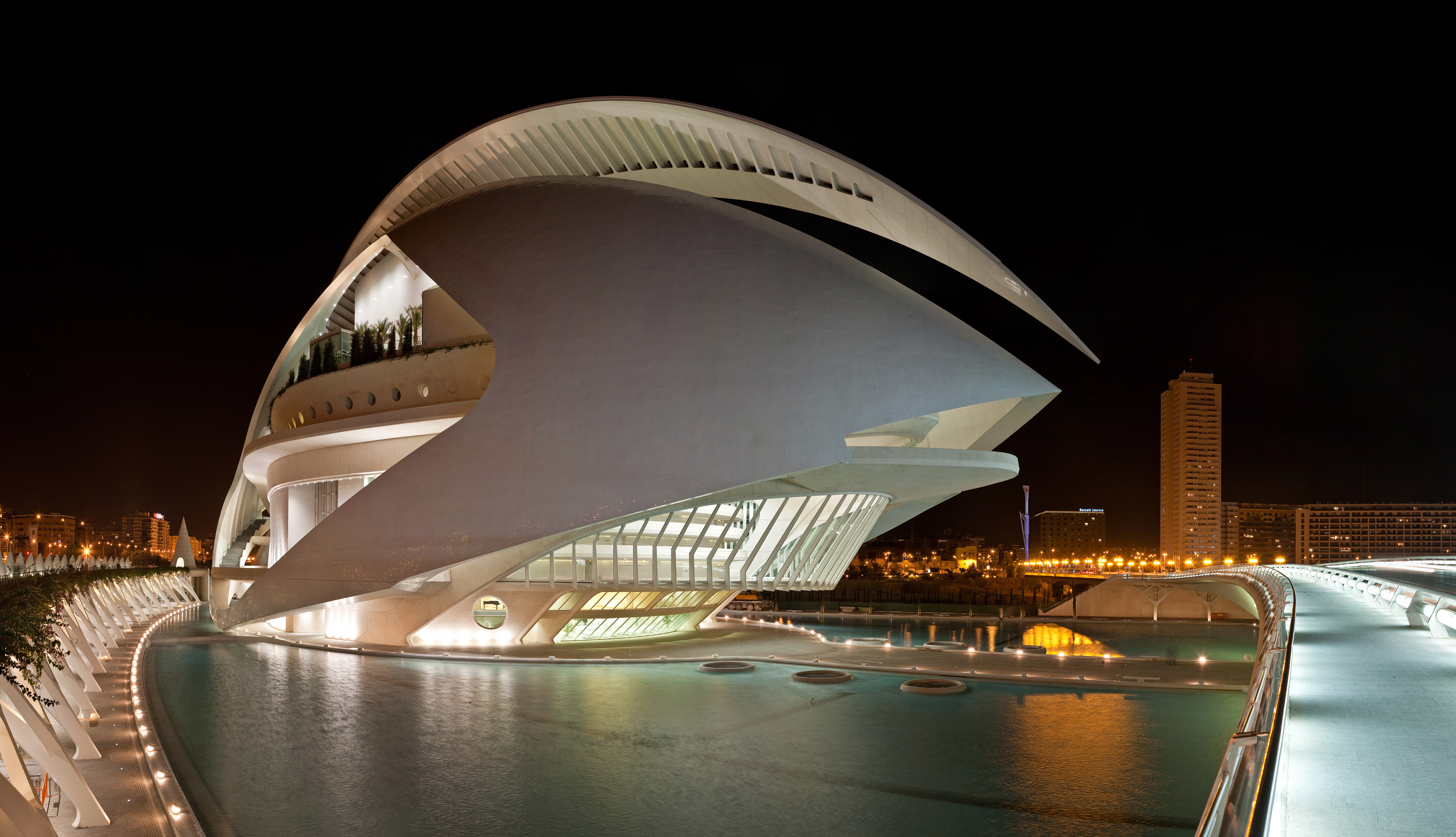
Pałac Sztuki im. Królowej Sofii

El Palau de les Arts Reina Sofia (z wal. „Pałac Sztuk Królowa Zofia”; hiszp. Palacio de las Artes Reina Sofía) – budynek opery znajdującym się w Hiszpanii w kulturalnym centrum Walencji – Miasteczku Sztuki i Nauki. Ponadto, stanowi siedzibę Orkiestry Wspólnoty Autonomicznej Walencji. Zaprojektowany został przez jednego z najbardziej znanych hiszpańskich architektów Santiago Calatrava. Budowa trwała od 1995 roku. Otwarcie tego budynku datuje się na 8 października 2005 roku, a pierwsza inscenizacja opery odbyła się 25 października 2006 roku („Fidelio” Beethovena).

## Palau de les Artsw ujęciu architektonicznym

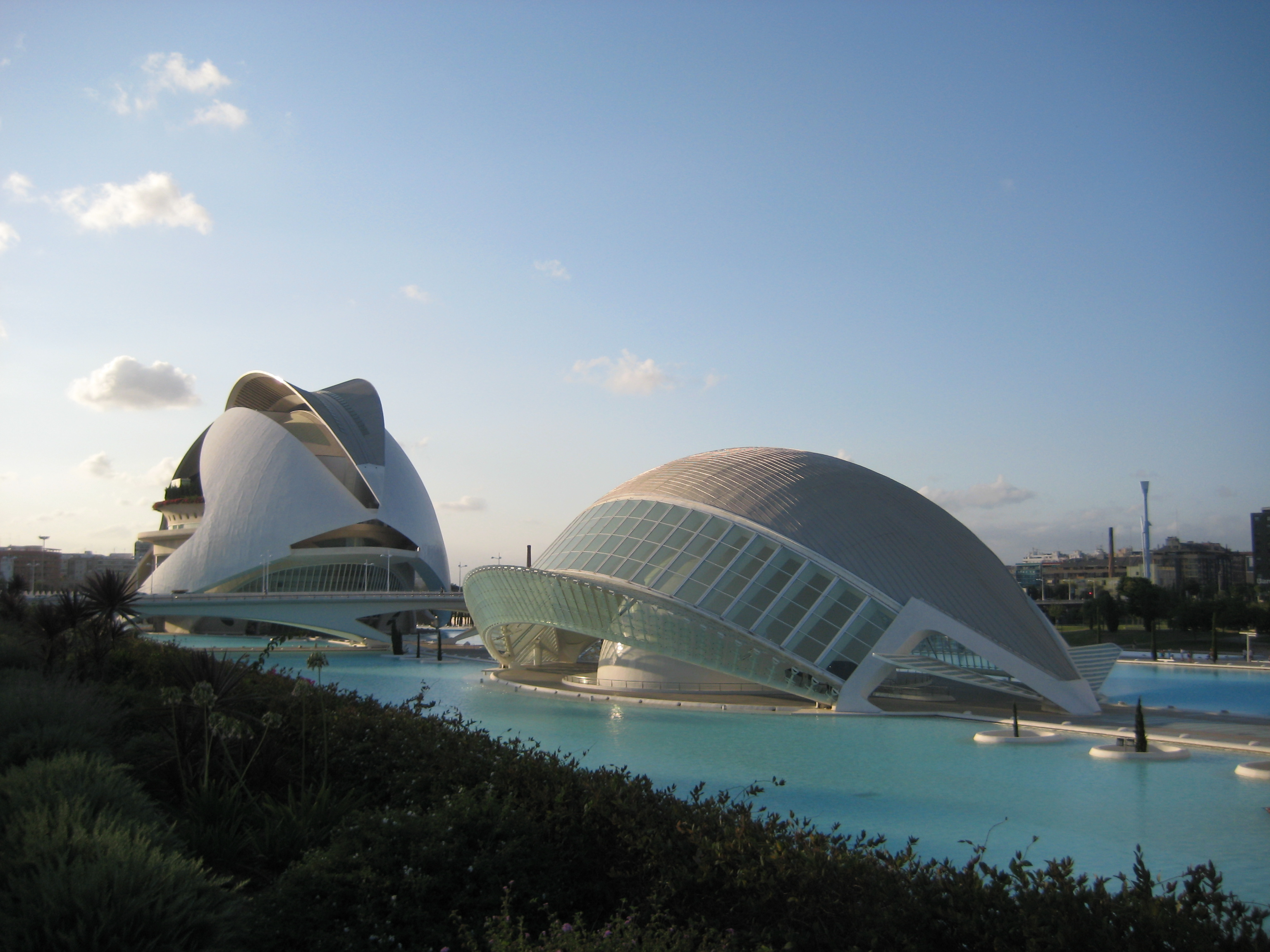

Budynek Pałacu Sztuk w Walencji ma 40 tysięcy metrów kwadratowych i pomieści jednocześnie 4 tysiące widzów. W operze liczącej 14 pięter ponad powierzchnią i 3 piętra podziemne można znaleźć 4 sale perfekcyjnie przygotowane do wystawiania opery, teatru, baletu czy koncertów. Ogromny, zakrzywiony dach przykrywa budowlę o długości 230 metrów oraz wysokości 75 metrów.
Zwiedzanie El Palau de les Arts Reina Sofía jest urozmaicone przeróżnymi połączeniami między kolejnymi platformami budynku i niezwykłymi ogrodami śródziemnomorskimi. Panoramiczne windy i klatki schodowe są umieszczone wewnątrz metalowych części budynku, a zmienne odczucia artystyczne, estetyczne i wizualne każdego odwiedzającego zapewnia niesamowity kontrast pomiędzy niejasną strukturą blachy a szklanymi foyer. Ponadto, ciekawym rozwiązaniem architektonicznym jest tylko jeden punkt oparcia metalowego pióra przy wejściu, które zdaje się przeczyć zasadom grawitacji.

## Sale Pałacu Sztuki

### Sala Principal

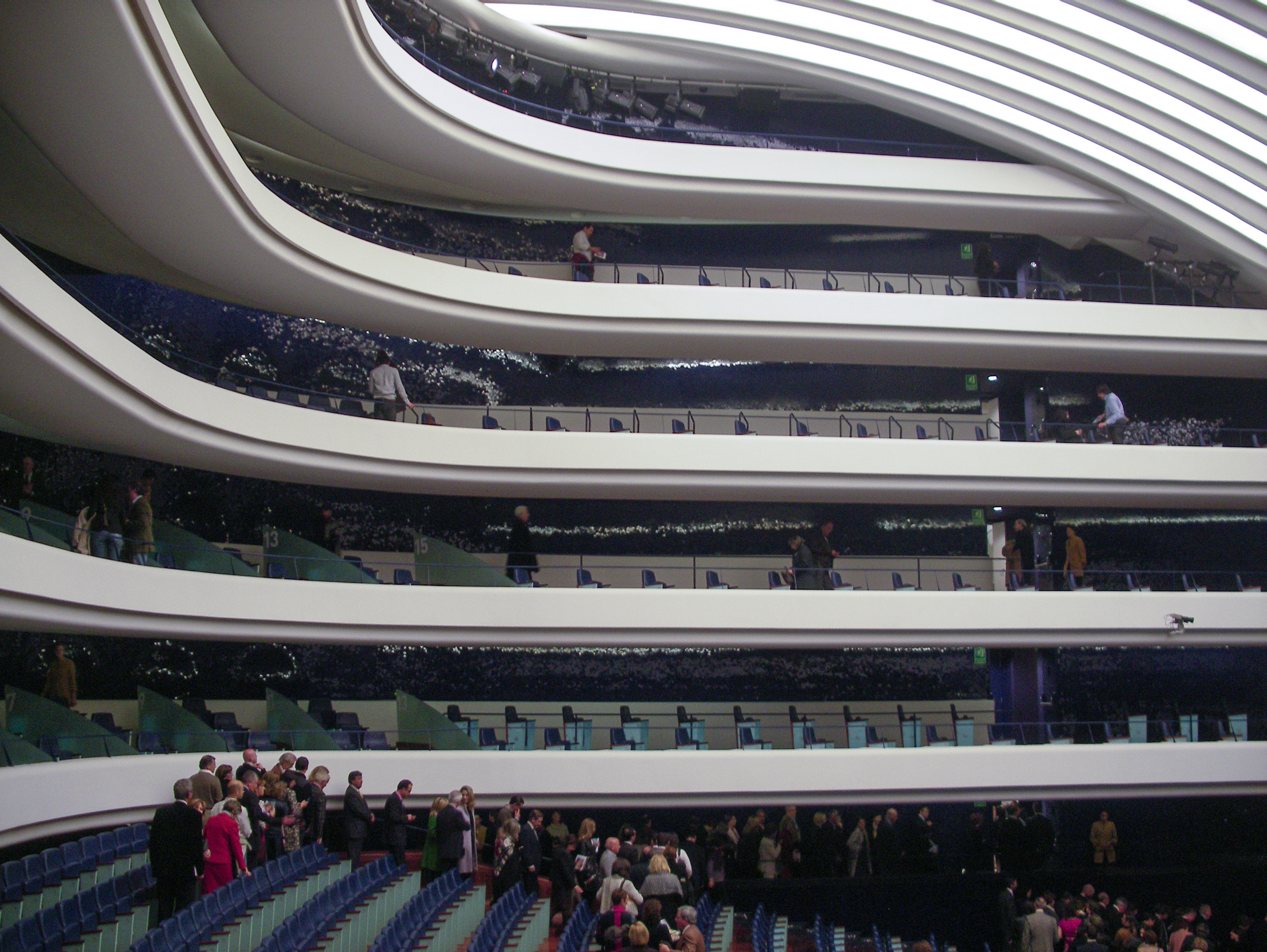

Sala główna (Sala Principal) zajmuje trzecie miejsce co do wielkości na świecie i jest w stanie pomieścić widownię liczącą 1412 ludzi na czterech kondygnacjach. Orkiestra składająca się ze stu dwudziestu muzyków może się tutaj zaprezentować, choć na scenie wystawiane są głównie opery.

### Auditori
Audytorium (Auditori) natomiast jest miejscem, gdzie 1490 osób ma możliwość obcowania z najwyższej klasy sprzętem audio i video. W tym audytorium mogą odbywać się przeróżne imprezy, od koncertów muzyki poważnej, po polityczne wiece. Obok Auditori znajduje się ogród drzew palmowych, do którego można wjechać panoramicznymi windami. Z tych niezwykłych, tropikalnych tarasów zajmujących 518 metrów kwadratowych rozpościera się niesamowity widok miasta Walencja.

### Aula Magistral
Kolejna sala, Aula Magistral, dająca miejsce 378 osobom, jest bardziej kameralną częścią Pałacu Sztuki. Jest ona specjalnie zaprojektowana do występów małych zespołów muzycznych, a także do recitali, konferencji i wydarzeń edukacyjnych.

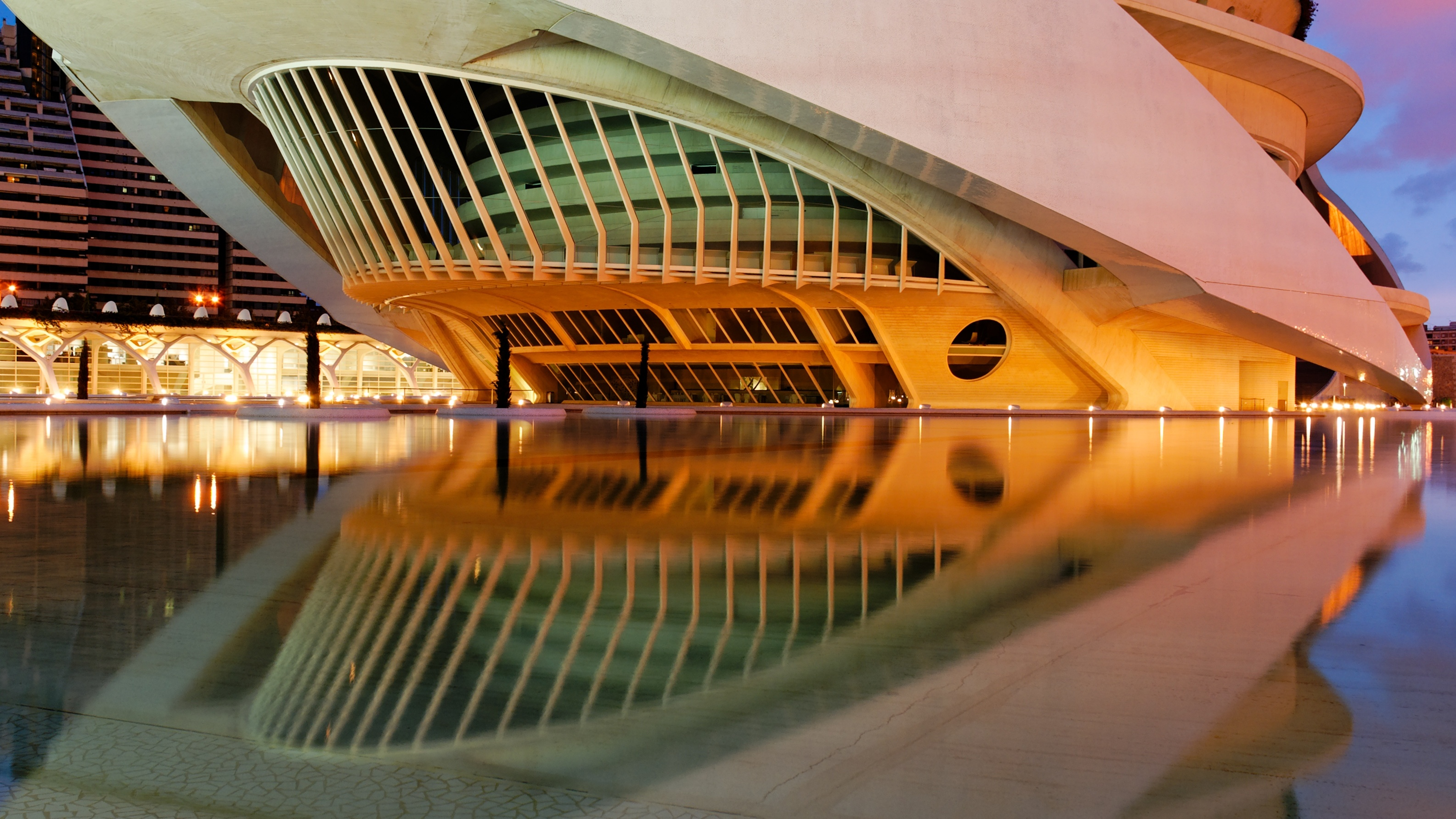
Pałac Sztuki im. Królowej Sofii, drugie ujęcie

### Teatre Martín i Soler
Natomiast Teatre Martín i Soler jest to teatr, znajdujący się obok Palau de les Arts i tworzy południowo-zachodnią granicę kompleksu. Swoją nazwę zawdzięcza wybitnemu muzykowi XVIII wieku, który w Walencji jest uważany za najznakomitszego kompozytora wszech czasów. Dysponuje 400 miejscami siedzącymi, a zaplecze sceniczne i orkiestron to kameralne miejsca, które są idealne dla spektakli operowych małych i średnich formatów. Dodatkowo teatr posiada również lobby i kawiarnię. Wejście jest odosobnione od wejścia głównego Pałacu Sztuki, dlatego umożliwia to organizację wydarzeń tuż obok budynku.

## Palau de les Arts Reina Sofíajako centrum kultury
Obok wydarzeń artystycznych, typowych dla budynku opery, można tu znaleźć wyrafinowaną dwupoziomową restaurację (Restaurant Los Toros) dla 454 osób oraz ponad 60 tysięcy metrów kwadratowych przepięknych ogrodów i ścieżek otoczonych basenami. Doskonałym tego przykładem są Balcó de la Mar, Passeig dels Arcbotants czy wcześniej wspomniane Terrasses de les Palmeres. Nie zabrakło tutaj również niewielkiego pomieszczenia vipowskiego.
Zarządzaniem budynku zajmuje się Helga Schmidt, która dawniej związana była z Royal Opera House w Londynie. Udało się jej zaangażować takich artystów jak: Zubin Mehta, Lorin Maazel i Plácido Domingo.

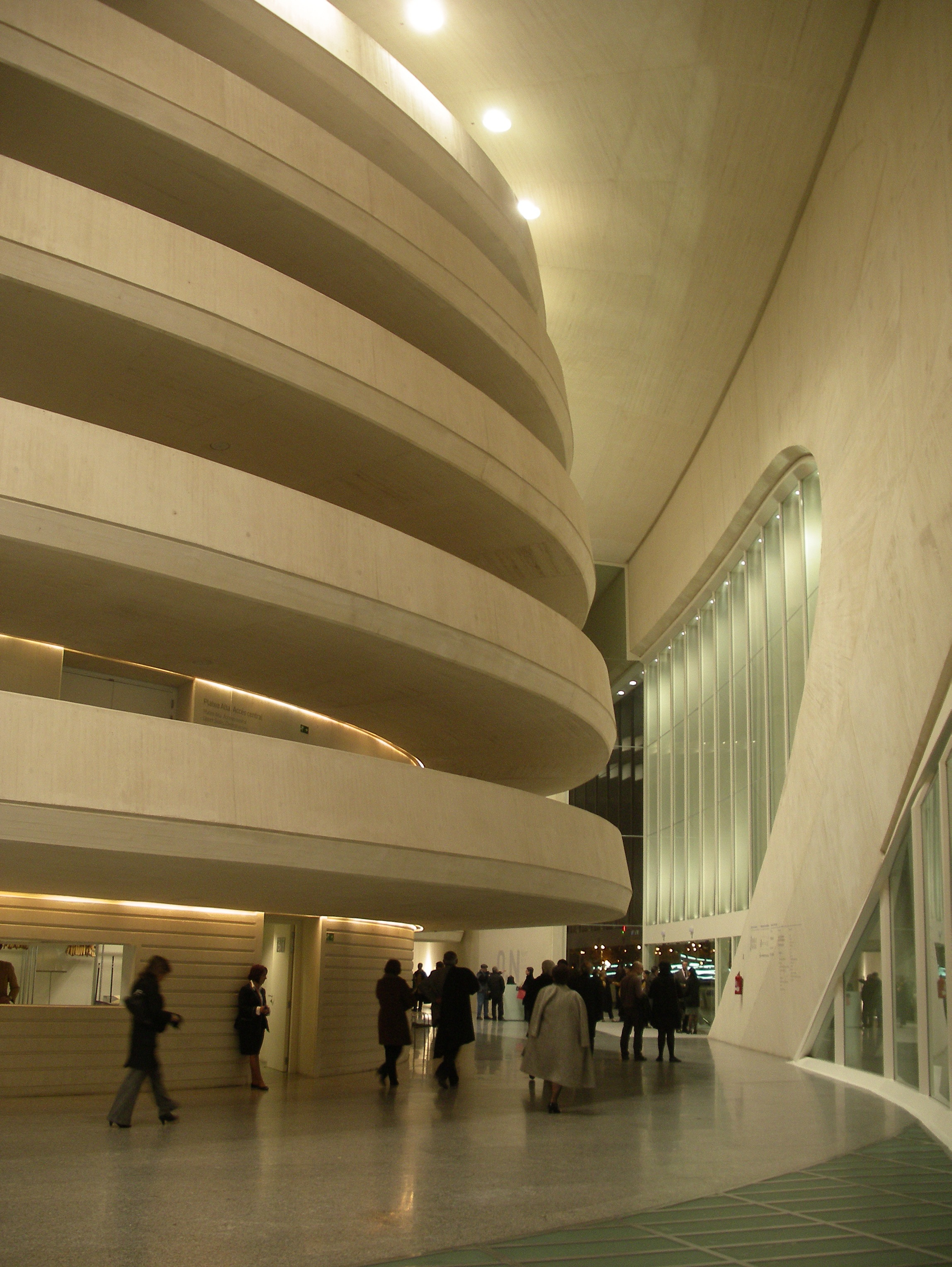
Foyer przy głównym audytorium Pałacu Sztuki

Oprócz sławnych na całym świecie spektakli operowych i baletowych, koncertów symfonicznych, etiud, festiwali i teatrów miała tu również miejsce hiszpańska premiera „007 Quantum of Solace” oraz wydarzenia kulturalne najbardziej znanych i cenionych marek jak: Formuła 1, BMW, Adidas. Skrót wydarzeń operowych w formie video można obejrzeć na tej stronie internetowej.